# Slovak Juniors 2013
Das Slovak Juniors 2013 als bedeutendstes internationales Nachwuchsturnier der Slowakei im Badminton fand vom 8. bis zum 10. November 2013 in Dubnica nad Váhom statt.

## Sieger und Platzierte der Junioren U19
| Disziplin    | Gold                       | Silber                              | Bronze                                |
| ------------ | -------------------------- | ----------------------------------- | ------------------------------------- |
| Herreneinzel | Adam Mendrek               | David Peng                          | Max Weißkirchen                       |
| Herreneinzel | Adam Mendrek               | David Peng                          | Ruslan Sarsekenov                     |
| Dameneinzel  | Elizaveta Pyatina          | Vladyslava Lesnaya                  | Alida Chen                            |
| Dameneinzel  | Elizaveta Pyatina          | Vladyslava Lesnaya                  | Magda Konieczna                       |
| Herrendoppel | David Peng Max Weißkirchen | Aleksander Jabłoński Piotr Wasiluk  | Mateusz Biernacki Krzysztof Jakowczuk |
| Herrendoppel | David Peng Max Weißkirchen | Aleksander Jabłoński Piotr Wasiluk  | Miha Ivanič Žan Laznik                |
| Damendoppel  | Alida Chen Cheryl Seinen   | Ágnes Kőrösi Elizaveta Pyatina      | Michaela Myšáková Denisa Sikalová     |
| Damendoppel  | Alida Chen Cheryl Seinen   | Ágnes Kőrösi Elizaveta Pyatina      | Katarina Beton Ana Marija Šetina      |
| Mixed        | Adam Mendrek Cheryl Seinen | Krzysztof Jakowczuk Magda Konieczna | Tedeas Zdarsky Nikoleta Balintova     |
| Mixed        | Adam Mendrek Cheryl Seinen | Krzysztof Jakowczuk Magda Konieczna | Jan Louda Kristýna Brunátová          |